# Pedicularis ferdinandi
Pedicularis ferdinandi är en snyltrotsväxtart som beskrevs av Joseph Friedrich Nicolaus Bornmüller. Pedicularis ferdinandi ingår i släktet spiror, och familjen snyltrotsväxter. Inga underarter finns listade i Catalogue of Life.